# Моисеева, Инна Геннадьевна
Инна Геннадьевна Моисеева (родилась 17 февраля 1971) — российская гребчиха.

## Биография
Родилась в 17 февраля 1971 года в Москве. Окончила МГАФК.
Член сборной России по академической гребле с 1992 года. Участник трёх чемпионатов мира. В 1998 году стала  вице-чемпионом в гонке четвёрок парных. Призёр этапов Кубка мира.
Живёт в Москве.